# Hadronyche anzses
Hadronyche anzses är en spindelart som beskrevs av Raven 2000. Hadronyche anzses ingår i släktet Hadronyche och familjen Hexathelidae.
Artens utbredningsområde är Queensland. Inga underarter finns listade i Catalogue of Life.